# Santa Chiara a Vigna Clara

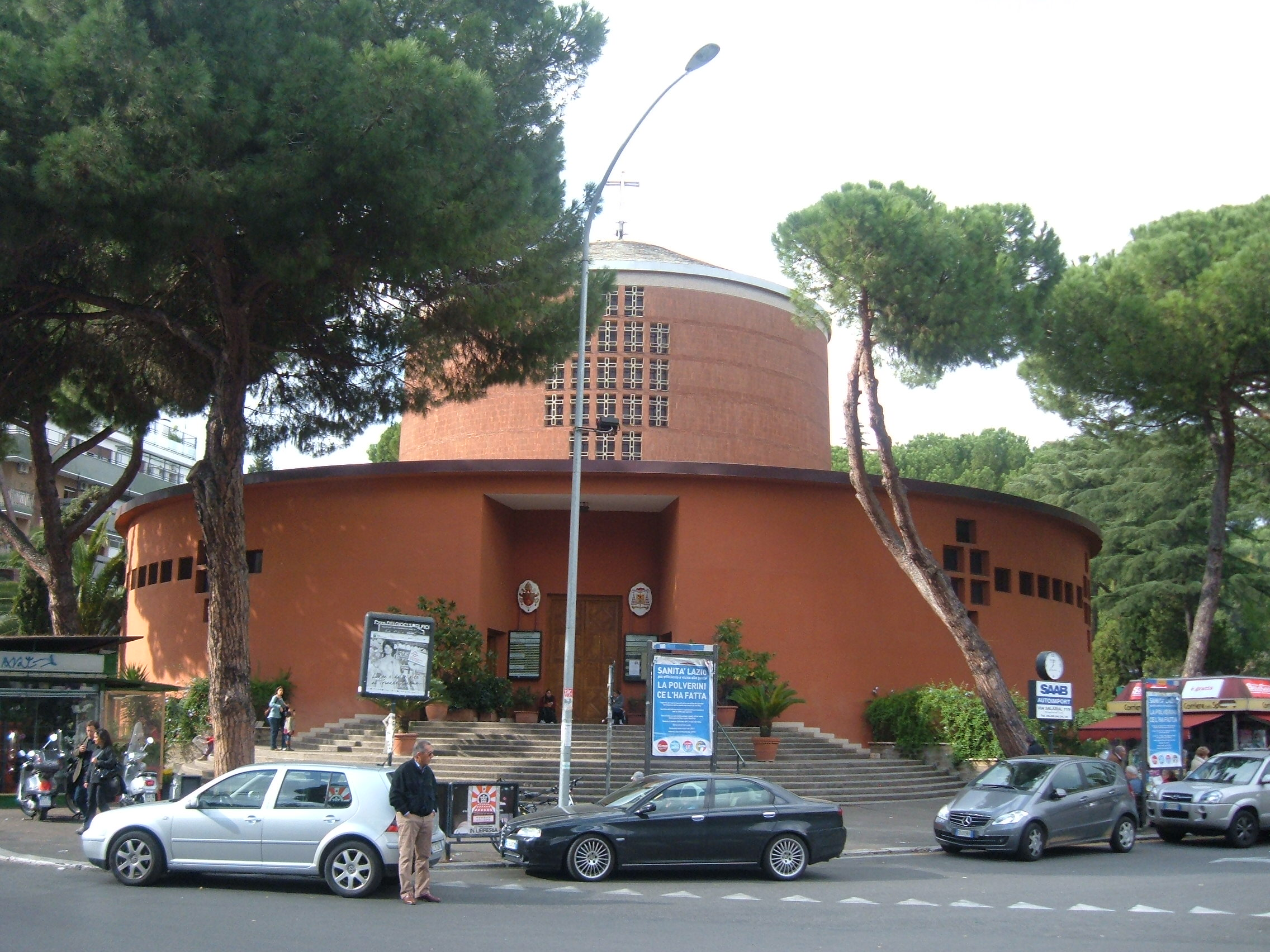

Santa Chiara a Vigna Clara (lateinisch:  Sanctae Clarae ad Vineam Claram) ist eine Titelkirche in Rom.
Erbaut wurde die Kirche ab 1959 nach den Plänen des Architekten Alberto Ressa und am 25. Dezember 1962 eingeweiht. Kardinalvikar Clemente Micara begründete die Pfarrgemeinde am 11. Juli 1959 durch das Dekret paterna sollicitudine. Papst Paul VI. erhob sie 1969 zur Titelkirche der römisch-katholischen Kirche. Sie ist zudem Pfarrkirche der Parrocchia Santa Chiara a Vigna Clara.
Die Kirche ist Standort der örtlichen Pfadfindergruppe AGESCI Roma 24. der Associazione Guide e Scouts Cattolici Italiani AGESCI, dem Verband der katholischen Pfadfinderinnen und Pfadfinder in Italien.
Das kreisförmige, aus Stahlbeton errichtete, Gebäude entspricht Strukturen wie der alten Basilika Santo Stefano Rotondo. Im Innenraum befindet sich ein Bilderzyklus von großem Ausmaß, erstellt von dem spanischen Maler Mariano Villalta Lapayes.
Die Kirche liegt an der Via Riccardo Zandonai im römischen Quartier Della Vittoria nahe der Piazza dei Giuochi Delfici.

## Kardinalpriester
- Gordon Joseph Gray (30. April 1969 bis 19. Juli 1993)
- Vinko Puljić, seit 26. November 1994